# Giovanni Alberto Badoer

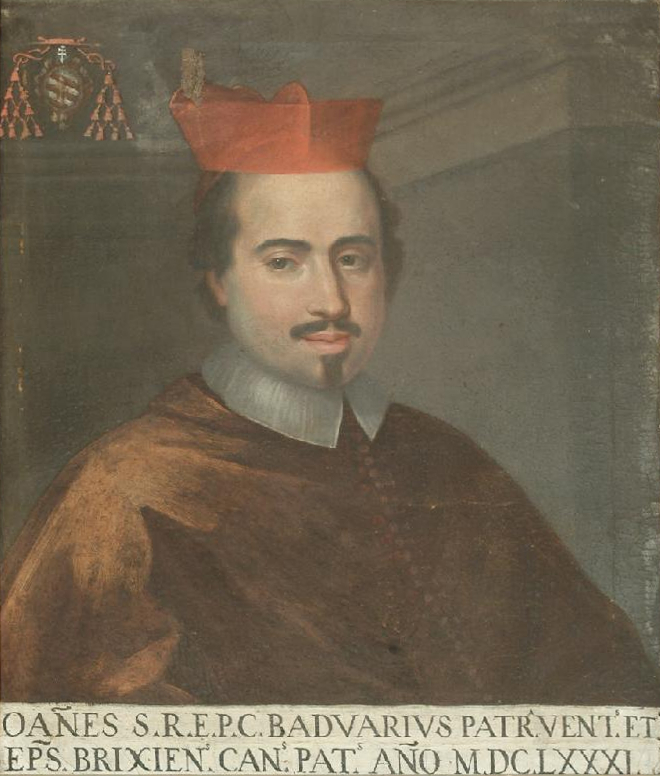
Giovanni Alberto Kardinal Badoer

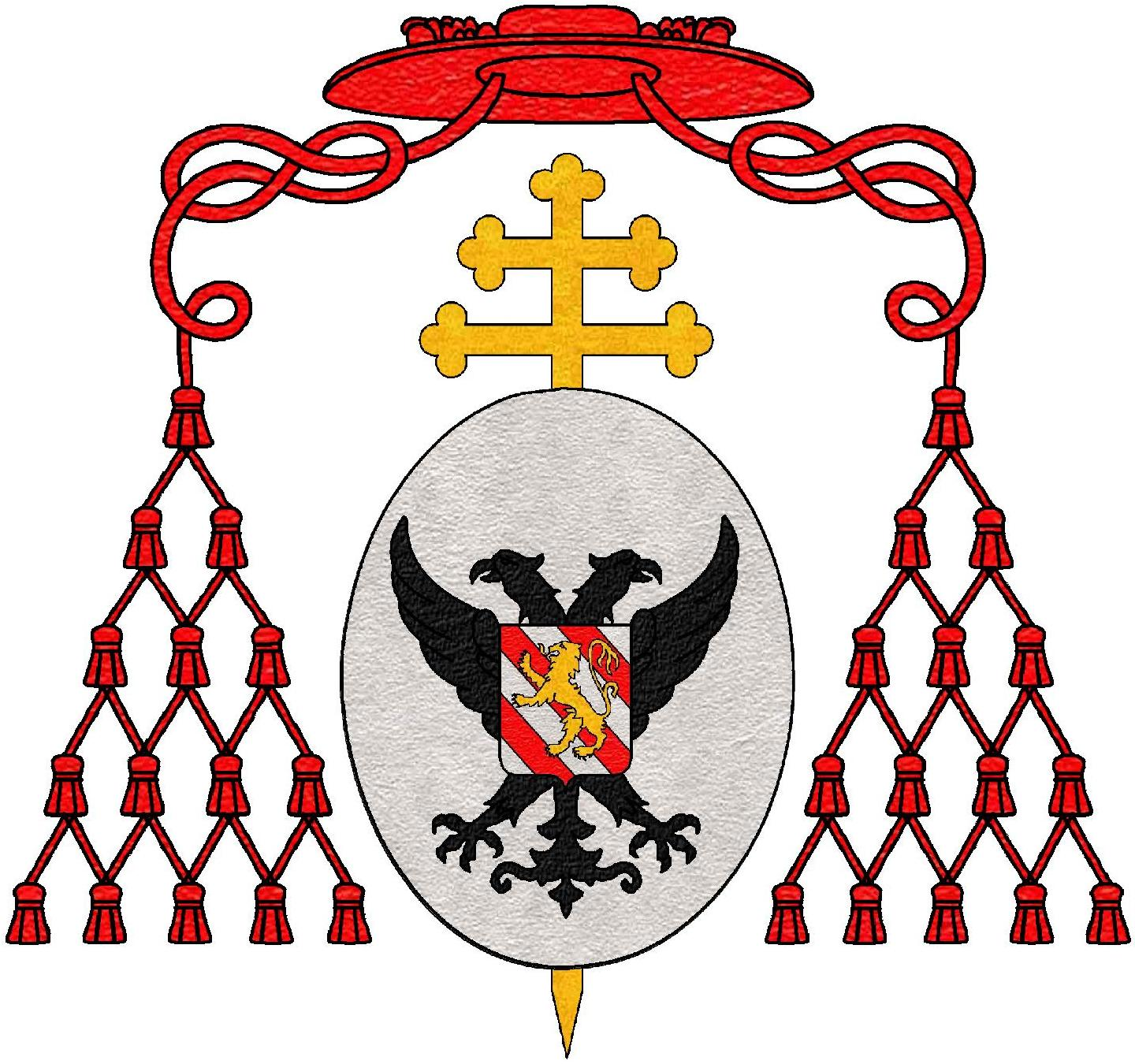
Kardinalswappen von Patriarch Badoer (schematische Darstellung)

Giovanni Alberto Badoer, auch Gianalberto Badoaro, (* 12. Mai 1649 in Venedig; † 17. Mai 1714 in Brescia) war ein Kardinal der Römisch-katholischen Kirche,  Patriarch von Venedig und Bischof von Brescia.

## Leben

### Frühe Jahre
Badoer wurde als Sohn des venezianischen Patriziers Francesco Badoaro und dessen Ehefrau Elena Michiel geboren. Sein Onkel und Taufpate Alberto Badoaro, Bischof von Crema, kümmerte sich um die geistliche Ausbildung Giovanni Albertos, ernannte ihn 1663 zum Kanoniker des Domes von Brescia und spendete ihm im selben Jahr die Weihe zum Subdiakon. 1673 begleitete er zusammen mit seinem Onkel den neuen Kardinal Pietro Basadonna nach Rom. Nach seiner Rückkehr nach Crema wurde er zum Erzdiakon der Kathedrale und zum Kommendatarabt der Abtei San Pietro di Colle ernannt.
Nachdem 1677 sein Protegé gestorben war, ging Giovanni Alberto Badoer nach Padua, wo er am 27. Juni 1677 durch Kardinal Gregorio Barbarigo die Priesterweihe empfing und dieser ihm ein Kanonikat übertrug. Anschließend promovierte er zum Doktor beider Rechte an der Universität von Padua und wurde 1681 zum Kanoniker der Kathedrale von Padua ernannt.

### Bischof und Kardinal
1684 ernannte ihn der Doge von Venedig Luigi Contarini zum Primicerius von San Marco. Am 27. September 1688 wurde Giovanni Alberto Badoer zum Patriarchen von Venedig und Primas von Dalmatien ernannt. Die Bischofsweihe spendete ihm am 6. November bzw. 14. November 1688 Kardinal Gregorio Barbarigo, der Bischof von Padua in der Kirche San Lorenzo in Venedig; Mitkonsekratoren waren Giacomo Vianoli, Bischof von Torcello, und Pietro Leoni, Bischof von Ceneda. Über den aufwendigen feierlichen Einzug und die Besitzergreifung zwischen dem 22. und 25. November gibt es zahlreiche zeitgenössische Berichte. Während seiner Jahre als Patriarch besuchte Badoer die Kirchen, Klöster und Seminare seiner Diözese und stiftet in seinem Bischofssitz eine Akademie zur Ausbildung des Klerus. 1700 gründete Badoer das Konservatorium von Santa Maria delle Penitenti, das Frauen vorbehalten war, die die Prostitution aufgegeben hatten.
Am 7. Juni 1706 wurde Badoer von Papst Klemens XI. zum Bischof von Brescia unter Beibehaltung des Patriarchentitels ernannt, nachdem er dieser ihn zuvor am 17. Mai 1706 zum Kardinal kreiert und zum Kardinalpriester ernannt hatte. Als Titelkirche erhielt Badoer im Juni 1706 zuerst San Marcello, ab 11. Juli 1712 die Basilika San Marco zugewiesen. Papst Klemens XI. beauftragte Badoer der als häretisch klassifizierte Strömung des Quietismus in seiner Diözese entgegenzuwirken. Dazu knüpfte er Kontakte zu den theologischen Positionen der Jesuiten. In Brescia förderte Badoer die Verehrung der Eucharistie, indem er mit Hilfe von Regularklerikern die Bruderschaft Adorazione Perpetua del Santissimo Sacramento einrichtete, die sich der eucharistischen Anbetung widmete.

### Tod und Seligsprechungsprozess
Giovanni Alberto Badoer starb 1714 in Brescia an einem heftigen Fieber, das er sich auf einer Pastoralreise zugezogen hatte, und wurde in der dortigen Kathedrale Santa Maria Assunta beigesetzt.
Der Seligsprechungsprozess, der nach seinem Tod eingeleitet wurde, führte zum Titel Ehrwürdiger Diener Gottes.